# Piedades Norte
Piedades Norte es un distrito del cantón de San Ramón, en la provincia de Alajuela, de Costa Rica.

## Geografía
Piedades Norte cuenta con un área de 47,68 km² y una altitud media de 1130 m s. n. m.

## Demografía
Para el año 2022, Piedades Norte cuenta con una población estimada de 6491 habitantes, y para el último censo efectuado, en 2011, Piedades Norte contaba con una población de 8147 habitantes.

## Localidades
- Barrios: Copán.
- Poblados: Calle Araya, Calle Bajo Matamoros (parte), Bolívar, Calle Campos, Calle Sancho, Calle Victoria, Calle Fundacion, Calle Corrales, La Esperanza, La Paz, Lomas, Piedades Noroeste.

## Transporte

### Carreteras
Al distrito lo atraviesan las siguientes rutas nacionales de carretera:
- Ruta nacional 702
- Ruta nacional 705
- Ruta nacional 742